# Tantalos
Tantalos var en mytologisk konge af Sipylos i Frygien. Han var søn af Zeus og nymfen Pluto (ikke at forveksle med den romerske dødsgud) og gift med Dione. Med hende havde han sønnen Pelops og datteren Niobe.

## Historien
Tantalos er et af de kendeste og klareste eksempler på den religiøse forestilling, som grækerne kaldte hybris. I nogle versioner beværtede han sine dødelige venner med gudernes nektar og ambrosia, som han stjal i kraft af sin status som gudernes bordfælle på Olympen. I andre gengav han gudernes tale, som han havde hørt ved deres bord for menneskene. I den mest udbredte version slagtede han sin søn Pelops og serverede ham for guderne for at prøve deres alvidenhed. Guderne lod sig dog ikke narre, undtagen Demeter, der i sorg over sin datters ran kom til at spise lidt af skulderen. 
Guderne vakte Pelops til live igen og gav ham en skulder af elfenben, men ingen kommer ustraffet fra at teste guderne. Tantalos' straf var at lide sultens og tørstens kvaler i Tartaros. Her stod han i vand til læberne, og over hans hoved hang en frugtgren. Hver gang han ville drikke, trak vandet sig tilbage, og hver gang han ville spise, bøjede grenen sig væk.